# Communauto
Communauto est une entreprise québécoise basée à Montréal et fondée dans la Ville de Québec en 1994, offrant un service d'autopartage dans quatre villes du Québec, six villes d'Ontario, une ville de Nouvelle-Écosse, deux villes d'Alberta et dans une dizaine de villes en région parisienne.
La compagnie offre des véhicules en stations fixes (mode station, réservation obligatoire), ainsi qu’en libre-service en voirie (mode Flex, sans réservation).

## Tarification
La facturation se fait au kilométrage et à la minute, l’heure ou la journée, avec des tarifs spéciaux pour les longues distances, la nuit, l'usage travail, selon les forfaits choisis. L'entretien et le carburant sont compris (présence d'une carte de paiement dans le véhicule), l'assurance est incluse mais l'annulation du déductible est en sus (1$ par trajet) ou options annuelles. L'usager peut voyager en neutralité carbone a choisissant l'option credits carbones. Comme tout service au Canada, les taxes de vente sont en sus. Des liens existent entre l'entreprise et les sociétés de transport en commun qui peuvent donner droit à certains rabais lorsqu'on utilise les deux moyens de transports.

## Utilisation
L’application permet de reserver des véhicules en station ou localiser des véhicules Flex. Le début de l'utilisation d'un véhicule peut se faire par une application sur téléphone intelligent, par une clé RFID ou par certaines cartes de transport en commun. La conduite par un autre conducteur ayant un permis de conduire valide est possible dès lors qu'une personne abonnée en règle au service est passagère de la même voiture.

## Flotte de véhicules
Les véhicules sont des berlines, mais des familiales, voire des utilitaires peuvent être disponibles. La flotte comporte des véhicules compacts, intermédiaires et familiaux à essence hybrides ou tout électriques. La tarification varie en fonction des dimensions du véhicule.
En janvier 2019, Communauto compte plus de 50 000 abonnés qui se partagent une flotte de plus de 2 500 véhicules que l'on retrouve dans plusieurs villes du Québec arborant le logo qui jouit d'une bonne reconnaissance.
Le 25 novembre 2024 elle annonce opérer près de 5000 véhicules d’autopartage dans la seule ville de Montréal. Le mode de partage se voit bonifier une offre hybride : le véhicule de zone tarifé soit comme un véhicule flex soit comme un véhicule en station.

## Histoire

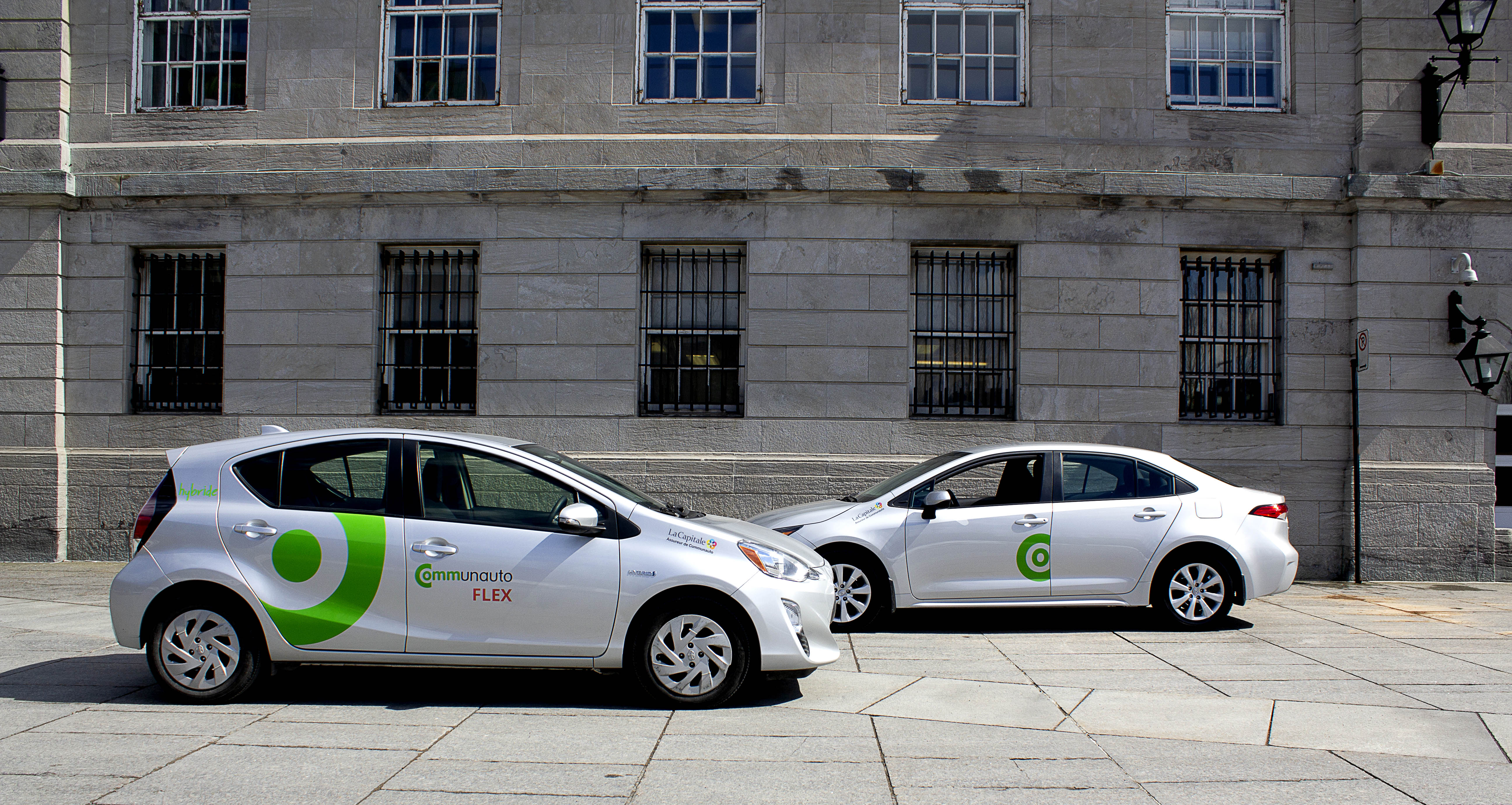
À gauche : Toyota Prius C FLEX ; à droite : Toyota Corolla 2020.

Communauto est la plus ancienne organisation d'autopartage en Amérique du Nord. L'entreprise est fondée en 1994 à Québec par Benoît Robert, dans le cadre de son projet de maîtrise en aménagement du territoire et développement régional à l'Université Laval. Il organise une coopérative dans le faubourg Saint-Jean-Baptiste, où il recrute ses premiers clients à qui il offre la location de trois automobiles.
À la fin de 1995, la coopérative compte 197 membres, 23 voitures et étend ses activités à Montréal, ce qui permet de faire passer le nombre de membres à 447 et le nombre de voitures à 34 l'année suivante. La militante cycliste et écologiste Claire Morissette (1950-2007) a joué un rôle important dans le développement montréalais de l'entreprise. En 1997, les membres de la coopérative décident par une forte majorité de transformer Communauto en société privée, dont Benoît Robert est l'unique actionnaire.
En 2009, le chiffre d'affaires de l'entreprise s'élève à 13,3 millions de dollars.
En juillet 2010, Communauto compte environ 21 000 abonnés et 1 100 véhicules.
En août 2011, l'entreprise annonce le déploiement d'une flotte de véhicules électriques. Communauto donne ainsi l'accès d'une quinzaine de Nissan LEAF à ses utilisateurs et prévoit qu'une cinquantaine de ces véhicules seront disponibles au début de l'année 2012.
En septembre 2012, Communauto acquiert Mobizen, une société parisienne d'autopartage. Début 2015, Mobizen devient officiellement Communauto Paris.
En septembre 2016, le constructeur automobile français Groupe PSA prend une participation minoritaire dans l'entreprise, ce qui lui permet de prendre de l'expansion et d'accélérer sa stratégie d'électrification
En mai 2017, RATP Capital Innovation, filiale du Groupe RATP orientée sur l'investissement dans les start-ups, prend part au capital de l'entreprise.
Au Québec, la tentative concurrente Car2go offrant des Smart en libre-service incite Communauto à bonifier son offre d’autopartage en station en ajoutant le volet libre-service baptisé Auto-mobile. Car2Go n’y survit pas.
En avril 2019, Auto-mobile, l’option de véhicule en libre-service au Québec, change de nom pour FLEX. Pendant cette période, Communauto a aussi ajouté des Toyota Corolla 2020 à sa flotte en station au Québec.